# Nemo potest ei dicere: Cur ita facis?
Nemo potest ei dicere: Cur ita facis? (alla lettera "Nessuno può chiedergli: Perché ti comporti così?) è un'espressione in lingua latina tratta dal tardo diritto romano che escludeva la possibilità di contestare le interpretazioni di regole procedurali nei confronti del tribunale, espressione della volontà del princeps. Si era introdotta, infatti, la cognitio extra ordinem. I giudici di questo nuovo tipo di processo non sono più i privati cittadini scelti dai litiganti o dal pretore nei casi espressamente previsti, e neppure i giurati delle quaestiones perpetuae, ma da funzionari imperiali che avevano il potere di condurre il processo liberi da stretti vincoli processuali.
La regola aveva, quindi, una valenza esclusivamente procedurale, ma in epoca successiva fu interpretata come fondamento del potere assoluto del princeps.
All'analisi dell'evoluzione di questo concetto ha dedicato alcune pagine Ugo Nicolini in La proprietà, il principe e l'espropriazione per pubblica utilità.